# Емпајер (Невада)
Емпајер (енгл. Empire) насељено је место без административног статуса у америчкој савезној држави Невада.

## Демографија
По попису из 2010. године број становника је 217.
| Група             | 2000.    | 2010.       |
| Белци             | 0 (0,0%) | 163 (75,1%) |
| Афроамериканци    | 0 (0,0%) | 2 (0,9%)    |
| Азијати           | 0 (0,0%) | 0 (0,0%)    |
| Хиспаноамериканци | 0 (0,0%) | 41 (18,9%)  |
| Укупно            | 0        | 217         |